# Шехерезада
Шехереза́да (або Шахраза́да) — одна з найвідоміших оповідачок у світі. Ця персонажка живе у рамковій історії арабського збірника казок «Тисяча й одна ніч», що датується IX століттям.

## Розповідь

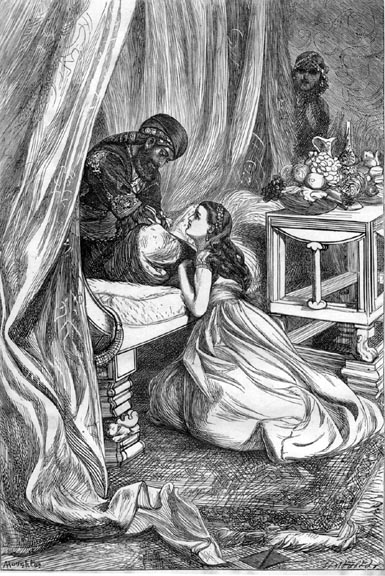
Цар Шагріяр милує Шахерезаду

У «Тисяча й одній ночі», цар Шагріяр, легендарний цар Самарканда, дізнався про зраду своєї дружини. Його настільки потрясло це викриття, що цар негайно ж дав обітницю ніколи більше не довіряти жінкам. Відрубавши голову своїй дружині, цар Шагріяр одружується знову і знову, вбиваючи кожну свою нову дружину, ще до того, як вона матиме змогу зрадити його.

Шахерезада, дочка візира, вирішила одружитися з царем, вірячи, що вона зуміє зупинити безсердечне діяння царя. Не зважаючи на умовляння свого батька, Шагризада наполягла на виконанні свого плану.
У її першу ніч із Шагріяром, Шахерезада почала розповідати йому історію, щоб якось розважити царя. Настільки захоплюючою була ця казка, що цар навіть не помічав плину часу, але коли почало світати, Шахерезада навмисне перервала свою розповідь у найцікавішому місці і ненав'язливо вказала на те, що ніч закінчилась. Цар помилував її, адже хотів почути продовження.

Кожної ночі Шахерезада повторювала свою хитрість. 1001-ї ночі, Шагріяр, зачарований Шахерезадою та її талантом оповідача, помилував її, обіцяючи ніколи більше не вбивати жінок.

### У музиці
Шагризада надихнула кількох композиторів. Російський композитор М. Римський-Корсаков у 1880 році написав симфонічну сюїту, що названа її ім'ям, а французький композитор Моріс Жозеф Равель написав музичний твір із такою ж назвою у 1898 році.